# Patrick Pedersen
Patrick Pedersen (Hirtshals, 25 novembre 1991) è un calciatore danese, attaccante del Valur.

## Palmarès

### Club

#### Competizioni nazionali
- Coppa d'Islanda: 1

Valur: 2015
- Campionato islandese: 3

Valur: 2017, 2018, 2020
- Supercoppa d'Islanda: 1

Valur: 2018
- Coppa di Lega islandese: 3

Valur: 2018, 2023, 2025
- Coppa di Moldavia: 1

Sheriff Tiraspol: 2018-2019

### Individuale
- Capocannoniere del campionato islandese: 1

2018 (17 reti)